# Огбонна Джон
Огбонна Емманюель Джон (англ. Ogbonna Emmanuel John; нар. 3 грудня 1997) — нігерійський борець вільного стилю, чотириразовий чемпіон та бронзовий призер чемпіонатів Африки, чемпіон Африканських ігор, бронзовий призер Ігор Співдружності.

## Життєпис
У 2014 році став бронзовим призером чемпіонату Африки серед кадетів.

## Спортивні результати на міжнародних змаганнях

### Виступи на Чемпіонатах світу
| Змагання                        | Збірна  | Вагова категорія          | Місце |
| ------------------------------- | ------- | ------------------------- | ----- |
| Чемпіонат світу з боротьби 2017 | Нігерія | вільна боротьба, до 70 кг | 21    |
| Чемпіонат світу з боротьби 2019 | Нігерія | вільна боротьба, до 74 кг | 22    |

### Виступи на Чемпіонатах Африки
| Змагання                         | Збірна  | Вагова категорія          | Місце  |
| -------------------------------- | ------- | ------------------------- | ------ |
| Чемпіонат Африки з боротьби 2017 | Нігерія | вільна боротьба, до 70 кг | Золото |
| Чемпіонат Африки з боротьби 2018 | Нігерія | вільна боротьба, до 70 кг | Золото |
| Чемпіонат Африки з боротьби 2019 | Нігерія | вільна боротьба, до 74 кг | Золото |
| Чемпіонат Африки з боротьби 2020 | Нігерія | вільна боротьба, до 74 кг | Золото |
| Чемпіонат Африки з боротьби 2022 | Нігерія | вільна боротьба, до 74 кг | Бронза |

### Виступи на Африканських іграх
| Змагання              | Збірна  | Вагова категорія          | Місце  |
| --------------------- | ------- | ------------------------- | ------ |
| Африканські ігри 2019 | Нігерія | вільна боротьба, до 74 кг | Золото |

### Виступи на Іграх Співдружності
| Змагання                | Збірна  | Вагова категорія          | Місце  |
| ----------------------- | ------- | ------------------------- | ------ |
| Ігри Співдружності 2022 | Нігерія | вільна боротьба, до 74 кг | Бронза |

### Виступи на інших змаганнях
| Змагання                                                       | Збірна  | Вагова категорія          | Місце  |
| -------------------------------------------------------------- | ------- | ------------------------- | ------ |
| Олімпійський кваліфікаційний турнір з боротьби 2020 (Хаммамет) | Нігерія | вільна боротьба, до 74 кг | Бронза |
| Олімпійський кваліфікаційний турнір з боротьби 2020 (Софія)    | Нігерія | вільна боротьба, до 74 кг | 23     |

### Виступи на змаганнях молодших вікових груп
| Змагання                                       | Збірна  | Вагова категорія          | Місце  |
| ---------------------------------------------- | ------- | ------------------------- | ------ |
| Чемпіонат Африки з боротьби серед кадетів 2014 | Нігерія | вільна боротьба, до 63 кг | Бронза |